# World Book Encyclopedia

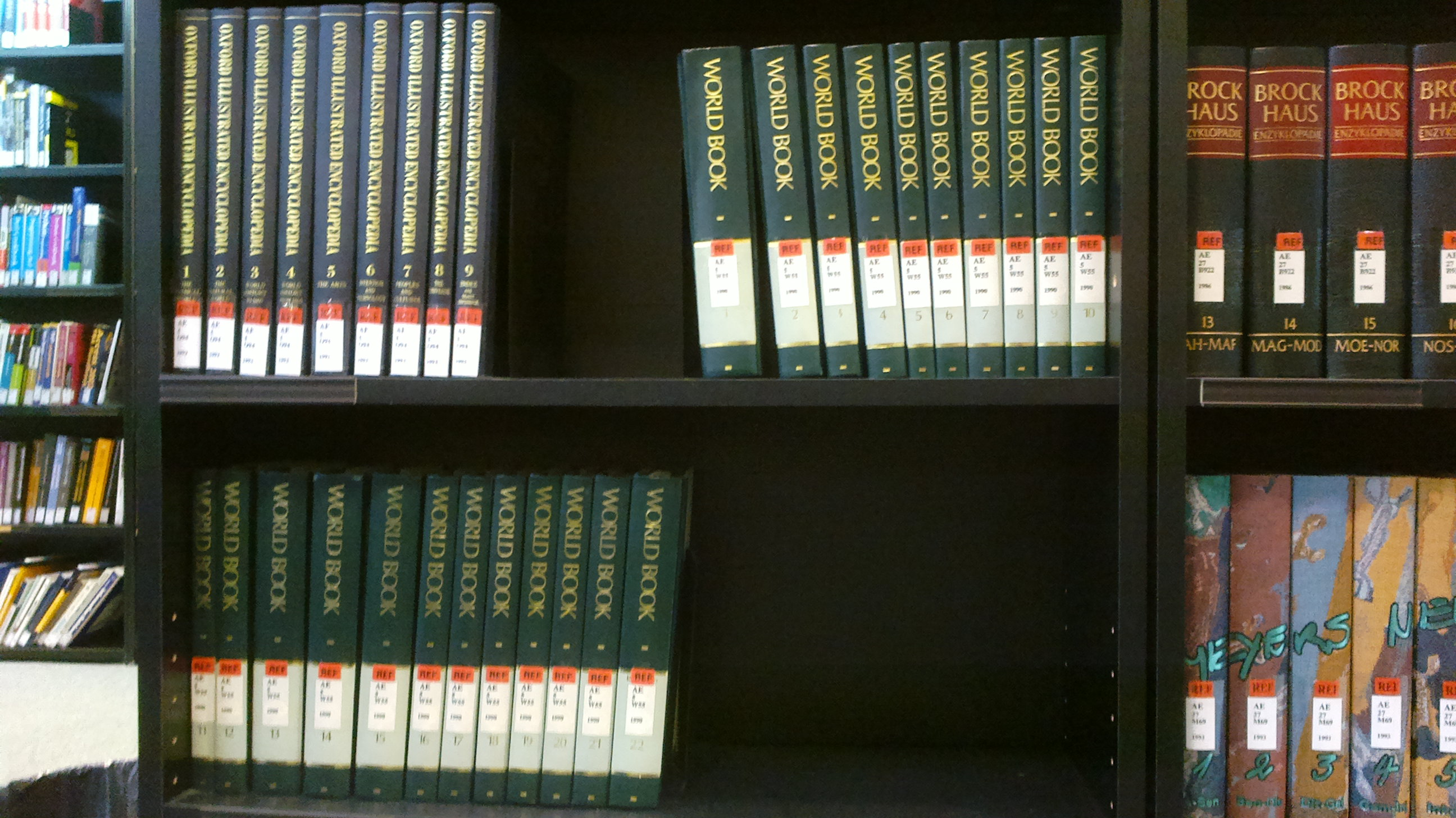
World Book Encyclopedia (1990)

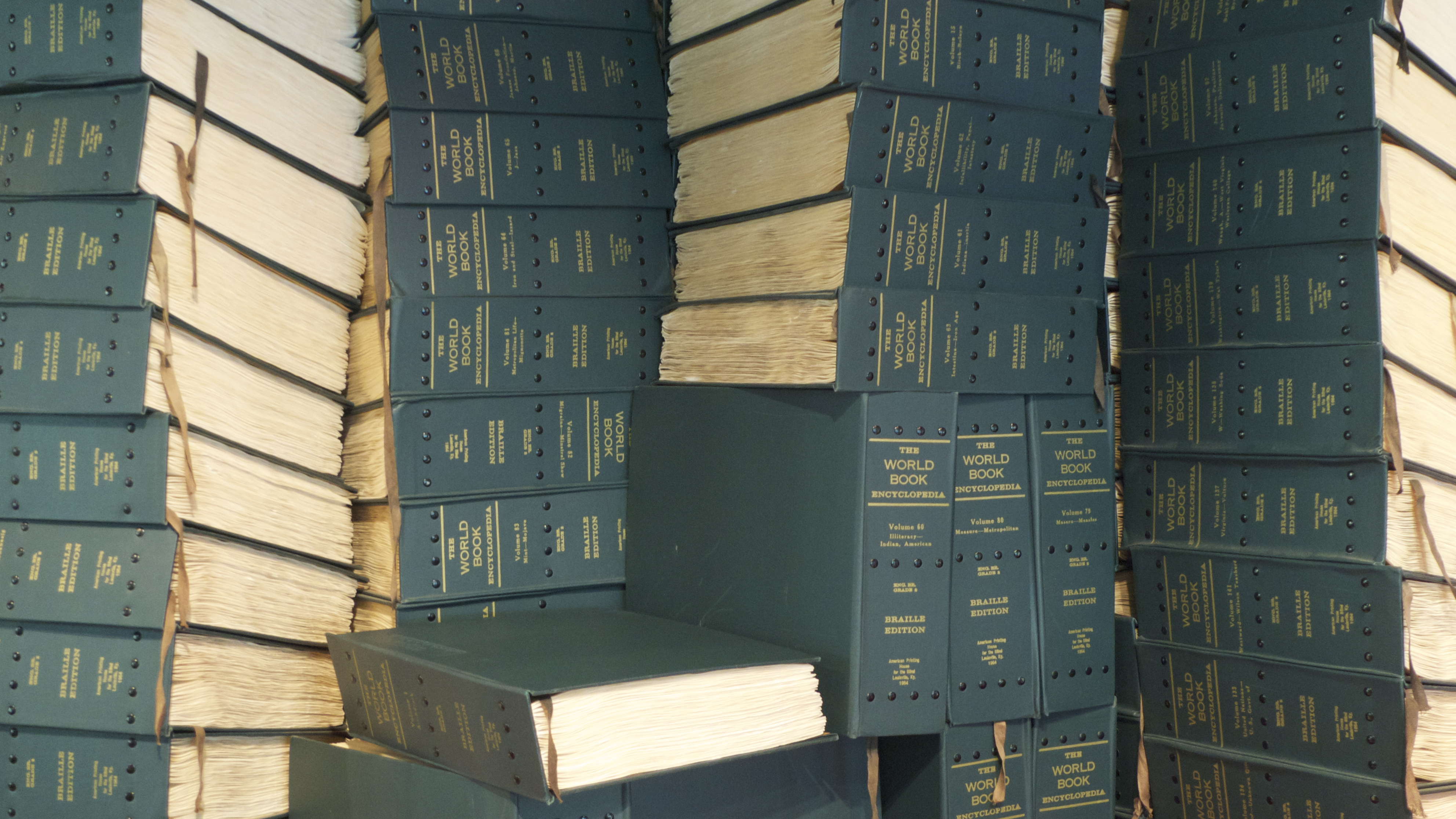
Альтернативне видання: Braille 1959 World Book Encyclopedia

World Book Encyclopedia — універсальна друкована енциклопедія англійською мовою. Видається в Чикаго, США.

## Загальна характеристика
Енциклопедія призначена для покриття основних галузей знання рівномірно, але акцентована в науковій, технічній та медичній тематиці.
Перше видання (1917) вийшло у восьми томах. Нові видання з тих пір з'явилося щороку, за винятком 1920, 1924, і 1932, при цьому основні зміни в 1929 році (13 томів), 1933 (19 томів), 1960 (20 томів), 1971 (22 томів) і 1988 (новий шрифт, дизайн і близько 10000 нових статей).

## Альтернативні видання
У 1961 році Всесвітня книга (World Book produced) Брайля видала 145 томів і близько 40000 сторінок аналогічного видання. Цей проект був актом доброї волі. Зрештою видання Брайля були передані в дар декільком установам для сліпих.
Електронна версія енциклопедії для Macintosh і Windows вперше з'явилися в 1990 році.
З 1998 року на додаток до друкованої та CD-ROM видань енциклопедії, World Book також публікує онлайн-версії під назвою World Book Online

## Пов'язані видавничі проекти
- The World Book Dictionary (з 1963)
- The World Book Cyclo-Teacher (1960-і роки)
- The World Book Student Discovery Encyclopedia, (з 1999)
- Childcraft
- World Book's Animals of the World.
- Our Living World of Nature book series; Developed with the U.S. Department of the Interior, published by McGraw-Hill (1967)
- The World Book Encyclopedia of People and Places